# Bombtrack
Bombtrack è un singolo del gruppo musicale statunitense Rage Against the Machine, pubblicato il 20 giugno 1993 come terzo estratto dall'album omonimo.

## Descrizione
Come la maggior parte delle canzoni del gruppo, anche Bombtrack si contraddistingue per una forte denuncia delle disuguaglianze sociali presenti nell'attuale sistema capitalistico.

## Video musicale
il video del brano, diretto da Peter Christopherson, mostra i componenti della band suonare all'interno di una gabbia. Le scene si alternano a messaggi e immagini relativi a Sendero Luminoso e Abimael Guzmán.
Il videoclip è stato reso disponibile come contenuto aggiuntivo nell'album video Live at the Grand Olympic Auditorium.

## Tracce
Testi di Zack de la Rocha, musiche dei Rage Against the Machine.
CD
1. Bombtrack – 4:06
2. Bombtrack (from Mark Goodier's "Evening Session") – 4:11
3. Bombtrack (Live) – 5:55

7"
Lato A
1. Bombtrack – 4:03

Lato B
1. Bombtrack (Live) – 6:00

### Special Pinkpop 25 Edition
Il 24 giugno 1994 è stata pubblicata una versione speciale del singolo in occasione del venticinquesimo anniversario del Pinkpop Festival.
1. Bombtrack – 4:06
2. Freedom (Live) – 6:00
3. Settle for Nothing (Live) – 4:59
4. Bombtrack (Live, Evening Session) – 4:11
5. Bullet in the Head (Remix) – 5:39
6. Take the Power Back (Live) – 6:13
7. Darkness of Greed – 3:43
8. Bullet in the Head (Live) – 5:45
9. Bombtrack (Live) – 5:54

## Formazione
- Zack de la Rocha – voce
- Tom Morello – chitarra
- Tim "C" Commerford – basso
- Brad Wilk – batteria